# Un chien dans un jeu de quilles (film, 1983)
Pour les articles homonymes, voir Un chien dans un jeu de quilles.
Pour plus de détails, voir Fiche technique et Distribution.
Un chien dans un jeu de quilles est une comédie française réalisée par Bernard Guillou en 1983.

## Synopsis
Joseph Cohen, paysan breton, est menacé d'expulsion par Alexandre, le châtelain, qui veut le chasser de sa ferme afin de la louer à la commune comme décharge publique. Afin de ne pas se laisse expulser, Joseph fait appel à tous ses amis du village et à son frère Pierre, psychologue à Paris, auquel il n'a plus adressé la parole depuis de longues années.

## Fiche technique
Sauf indication contraire, les informations mentionnées dans cette section peuvent être confirmées par la base de données cinématographiques Unifrance,  présente dans la section « Liens externes ».
- Titre : Un chien dans un jeu de quilles
- Réalisation : Bernard Guillou, assisté de Jacques Cluzaud
- Assistants à la réalisation : Jacques Cluzaud, Régis Clergue-duval, Denis Seurat
- Scénario et dialogues : Bernard Guillou et Claude Gallot
- Producteur : Bernard Guillou, Pierre Richard
- Musique : Patrice Caratini
- Son : Alain Lachassagne, Patrice Noïa
- Cadre : Pascal Lebègue
- Photographie : Claude Agostini
- Scripte : Anne Mirman
- Montage : Marie-Sophie Dubus
- Décors : Gérard Daoudal
- Société de production : Fidéline Films
- Société de distribution : Acteurs Auteurs Associés
- Pays de production :  France
- Langue de tournage : français
- Format : Couleur — 1,66:1 — Son monophonique — 35 mm
- Durée : 93 minutes
- Genre : comédie
- Date de sortie : 
  - France : 26 janvier 1983

## Distribution
- Pierre Richard : Pierre Cohen
- Jean Carmet : Joseph Cohen
- Julien Guiomar : Alexandre
- Béatrice Camurat : Françoise, la femme de Pierre
- Sylvie Joly : Marjolaine
- Danielle Minazzoli : Nicole
- François Clavier
- Franck-Olivier Bonnet
- Fanny Bastien : Anna
- Hélène Surgère : Rose
- Joe Davray : le patron du café du port
- Jean Le Mouël
- Alain Frérot
- Jean-Marie Cornille
- Jean-Pierre Vivian
- Bernard Dumaine
- Sylvain Le Pesquer